# Елементний склад твердих горючих копалин
Елементний склад твердих горючих копалин — відображає наявність та кількість хімічних елементів, які входять до складу твердих горючих копалин.
При елементному аналізі ТГК визначають С, Н, О, N і Sорг., а також іноді фосфор і деякі інші елементи, які входять до структури складних органічних речовин, а не знаходяться в ТГК у вільному стані.
За вмістом вуглецю судять про енергетичну цінність вугілля. Водень є другим по значущості після вуглецю елементом органічної маси. Він входить до складу різних органічних сполук. Його можна знайти і в кристалічній воді деяких мінералів неорганічної частини вугілля. Азот і кисень є баластними складовими вугілля, які використовується як для енергетичних цілей, так і для термічної переробки.
Згідно зі стандартом ISO 625-75 для одночасного визначення вмісту вуглецю і водню використовується метод Лібіха, в якому наважка ТГК спалюється в струмені кисню. Продукти неповного згоряння, котрі утворюються, доокиснюють розжареним оксидом міді до СО2 і H2O, за масою яких шляхом перерахунку визначають вміст вуглецю і водню.
Прискорений метод визначення масової частки вуглецю і водню здійснюють за ГОСТ 6389-71, в якому як каталізатор використовують оксид міді або хрому. Порошкоподібний каталізатор розміщують в човнику з наважкою, де спалюють вугілля. За масою вловлених продуктів окислювання (СО2 і Н2О) розраховують вміст вуглецю і водню. Розходження, які допускаються між двома паралельними визначеннями, не повинні перевищувати 0,3 % при визначенні вуглецю і 0,15 % при визначенні масової частки водню.
Поправку на вміст вуглецю в мінеральних речовинах роблять при аналізі золи вугілля і горючих сланців.
Визначення вмісту азоту проводять методом К'єльдаля, за яким наважка вугілля, що досліджується, обробляється в колбі з тугоплавкого скла 4-5 годин киплячою концентрованою сірчаною кислотою в присутності каталізатора (оксиду ртуті, йодиду калію, сульфату міді або ін.). Внаслідок цього весь вуглець і водень окислюються до СО2 і Н2О, а азот переходить в NH3, який з надлишком кислоти утворює сульфат амонію. Останній розкладається потім в іншій колбі концентрованим лугом, а аміак, який утворюється, вловлюється титруванням сірчаною кислотою.
Визначення вмісту азоту можливе за стандартом ISO-333-75, згідно з яким наважка вугілля нагрівається з сірчаною кислотою в присутності каталізатора. Сірчанокислий амоній, який утворюється, розкладається лугом, розчин переганяється з водяною парою, а аміак, що виділяється, поглинається борною кислотою, надлишок якої титрується сірчаною кислотою.
Визначення масової частки кисню за ГОСТ 2408.3-75 основане на відновленні продуктів піролізу вуглецю палива в потоці аргону, окисненні отриманого при цьому оксиду вуглецю до СО2, вловлюванні останнього і визначенні його кількості. Вміст кисню обчислюють за кількістю СО2.
ТГК різної природи і ступеня вуглефікації значно відрізняються між собою за елементним складом (табл. 2.16). В ряду гумітів з підвищенням ступеня вуглефікації найбільш різко змінюється вміст кисню від 30-40 % в торфах до 1 % в антрацитах, тобто в 30-40 разів; в 2-5 рази меншає вміст водню (6,5-1,3 %), а вміст вуглецю збільшується майже в 2 рази — від 53-62 до 98 %. Отже, процес вуглефікації (метаморфізму) гумітів виявляється в таких перетвореннях їх органічної маси, внаслідок яких відбувається переважно видалення кисень– і воденьвмісних фрагментів і відносне підвищення за рахунок цього вуглецьвмісних структурних фрагментів.
Таблиця 2.16 — Елементний склад ТГК різної природи і зрілості
В ряду сапропелітів від торфової стадії до зріліших спостерігається збільшення вмісту вуглецю (50-82 %) і зменшення кількості кисню (25-7 %). Закономірної зміни вмісту водню для сапропелітів різного ступеня вуглефікації не спостерігається (6-10 %). Вміст водню в сапропелітах завжди в 1,5-2 рази більше, ніж у гумітах, що є характерною ознакою сапропелітового походження вугілля.
Екзиніти містять більше водню, ніж гуміти, і мало відрізняються від сапропелітів.
Вміст азоту зі зростанням ступеня вуглефікації гумітів знижується з 1,8 до 0,1 % у вугіллі Донбасу, однак це правило не розповсюджується на кам'яне вугілля Кузбасу, вміст азоту в якому коливається від 1,34 до 3,02 %. У сапропелітах вміст азоту коливається від 0,5 до 6 %.
Петрографічні інгредієнти також відрізняються за елементним складом. У одному і тому ж вугіллі найбільша кількість вуглецю міститься в інертиніті, а у вітриніті і екзиніті його вміст практично однаковий. З підвищенням ступеня вуглефікації вміст вуглецю більш різко підвищується у вітриніті, а менше — в інертиніті. Зі збільшенням ступеня вуглефикації вміст вуглецю у вітриніті і інертиніті зближується, але навіть в антрацитах не збігається.
Найбільша кількість водню в одному і тому ж вугіллі міститься в екзиніті, а найменша — інертиніті, найбільшу кількість кисню містить вітриніт, а найменшу — інертиніт.
Загальний вміст фосфору у вугіллі невеликий: в Донбасі від 0,007 до 0,062 %, в Кузбасі — до 0,12-0,17 %. Фосфор додає металу холодноламкість — підвищену крихкість при кімнатній і нижчих температурах.
Фосфор присутній в невеликій кількості в кам'яному вугіллі. Він майже повністю переходить в кокс під час процесу коксування, що є дуже небажаним явищем. Враховуючи те, що головним джерелом фосфору є кокс, з якого фосфор майже повністю переходить у метал під час процесу доменної плавки, а також ту обставину, що фосфор є шкідливою домішкою в металі, його вміст у коксі нормується (0,015 %). Саме тому велике значення має підбір шихти з врахуванням вмісту фосфору у вугіллі.
Це примушує шукати можливості зниження вмісту фосфору у вугіллі за рахунок його збагачення, вибирання породи та вуглистого сланцю, видалення пилу. При цьому в кожному окремому випадку необхідне детальне дослідження для вирішення питання про можливість зниження вмісту фосфору у вугіллі, оскільки досі не встановлені закономірності його розподілу.
Германій є одним із найважливіших матеріалів, які забезпечують розвиток сучасної техніки напівпровідникових приладів.
Спочатку германій, який є розсіяним елементом, отримували в основному з відходів інших виробництв (наприклад, із побічних продуктів при виплавці цинку) та із власне рудних (дуже рідкісних і мало потужних) родовищ мінералів, які містять цей елемент. У зв'язку з бурхливим розвитком напівпровідникової техніки попит на германій різко підвищився та почалися інтенсивні пошуки джерел його отримання. Виявилось, що головним сировинним джерелом германію може бути викопне вугілля.
Германій у вугіллі поширений дуже нерівномірно. Значно відрізняються за середнім вмістом германію окремі пласти і ділянки родовищ, родовища в цілому, басейни і крупніші регіони. Серед вугілля різних стадій метаморфізму найбагатшим на германій, як правило, є вугілля найменш метаморфізоване. Дуже нерівномірно поширений германій в речовині вугілля. Більшість дослідників вважає, що він пов'язаний із органічною частиною вугілля.
Головними носіями германію є первинні неокиснені компоненти органічної частини вугілля — вітрен, основна геліфіцирована маса. Найбільш германій пов'язаний з компонентами групи вітрену. В пробах бурого й кам'яного вугілля всіх досліджених родовищ максимальний вміст германію спостерігається у фракціях, найбагатших на вітрен. Вміст германію в них є максимальним як в перерахунку на золу, так і на вугільну речовину.